# Isabel Benjumea
Isabel Benjumea Benjumea (1982) es una empresaria y política española del Partido Popular (PP).

## Biografía
Hija de Rafael Benjumea Cabeza de Vaca y nacida el 5 de septiembre de 1982 en Madrid, se licenció en Derecho y Relaciones Internacionales por la Universidad Pontificia Comillas (ICADE).
Fue becaria en el departamento de relaciones internacionales de la fundación FAES.
Benjumea, militante del Partido Popular (PP), entró a formar parte en el año 2019 del gabinete del presidente Pablo Casado en calidad de jefa adjunta. Desde julio de 2019 es eurodiputada tras haber sido incluida como candidata en el número 10 de la lista del PP de cara a las elecciones en el Parlamento Europeo de mayo de 2019 en España. Es vicepresidenta en la Comisión de Desarrollo Regional, miembro de la Comisión de Asuntos Económicos y Monetarios y de la Delegación en la Comisión Parlamentaria de Asociación UE-Ucrania y de la Delegación en la Asamblea Parlamentaria Euronest. 
Isabel Benjumea es promotora y directora del think-tank conservador conocido como Red Floridablanca (entidad autodefinida como «liberal-conservadora») que se mostró muy crítica con la línea política del PP trazada por Mariano Rajoy.